# Embalse Valle Grande
Embalse Valle Grande är en reservoar i Argentina.   Den ligger i provinsen Mendoza, i den centrala delen av landet, 900 km väster om huvudstaden Buenos Aires. Embalse Valle Grande ligger 834 meter över havet.
Omgivningarna runt Embalse Valle Grande är i huvudsak ett öppet busklandskap. Runt Embalse Valle Grande är det mycket glesbefolkat, med 5 invånare per kvadratkilometer.